# Hotel del Luna
Hotel del Luna (Hangul: 호텔 델루나; Hotel Delluna) is een Zuid-Koreaanse dramaserie die van 13 juli tot 1 september 2019 door tvN wordt uitgezonden, met in de hoofdrollen IU en Yeo Jin-goo.

## Rolverdeling
- IU - Jang Man-wol
- Yeo Jin-goo - Gu Chan-sung